# Auge (Technik)
Unter einem Auge versteht man in der Technik und der Seefahrt ein lösbares Lastaufnahmemittel, das eine Öffnung vollständig umschließt und durch das ein gegenüberliegendes Lastaufnahmemittel hindurchgesteckt wird, etwa ein Schäkel, ein Haken oder ein Bolzen.
Beispiele:
- gespleißtes (Augspleiß) oder geknotetes (als einfacher oder doppelter Palstek) Auge am Ende eines Seils, mit oder ohne Kausch
- Schweißauge, im Schiffbau ein angeschweißtes Dreieck aus Grobstahlblech mit einer verstärkten Bohrung, z. B. unter einem Schiffsheck als Montagehilfe für Ruder und Propeller
- Ende der Deichsel eines LKW-Anhängers, siehe Anhängerkupplung
- ringförmiger Kopf einer Augenschraube.

## Bilder

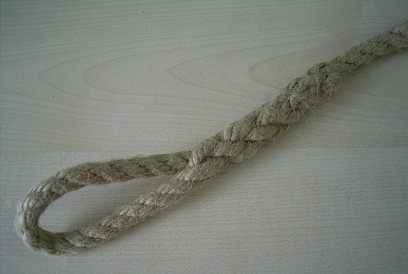
Augspleiß
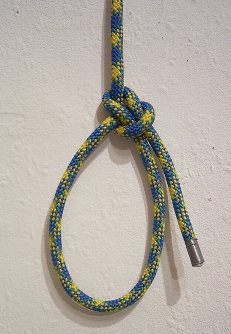
Palstek
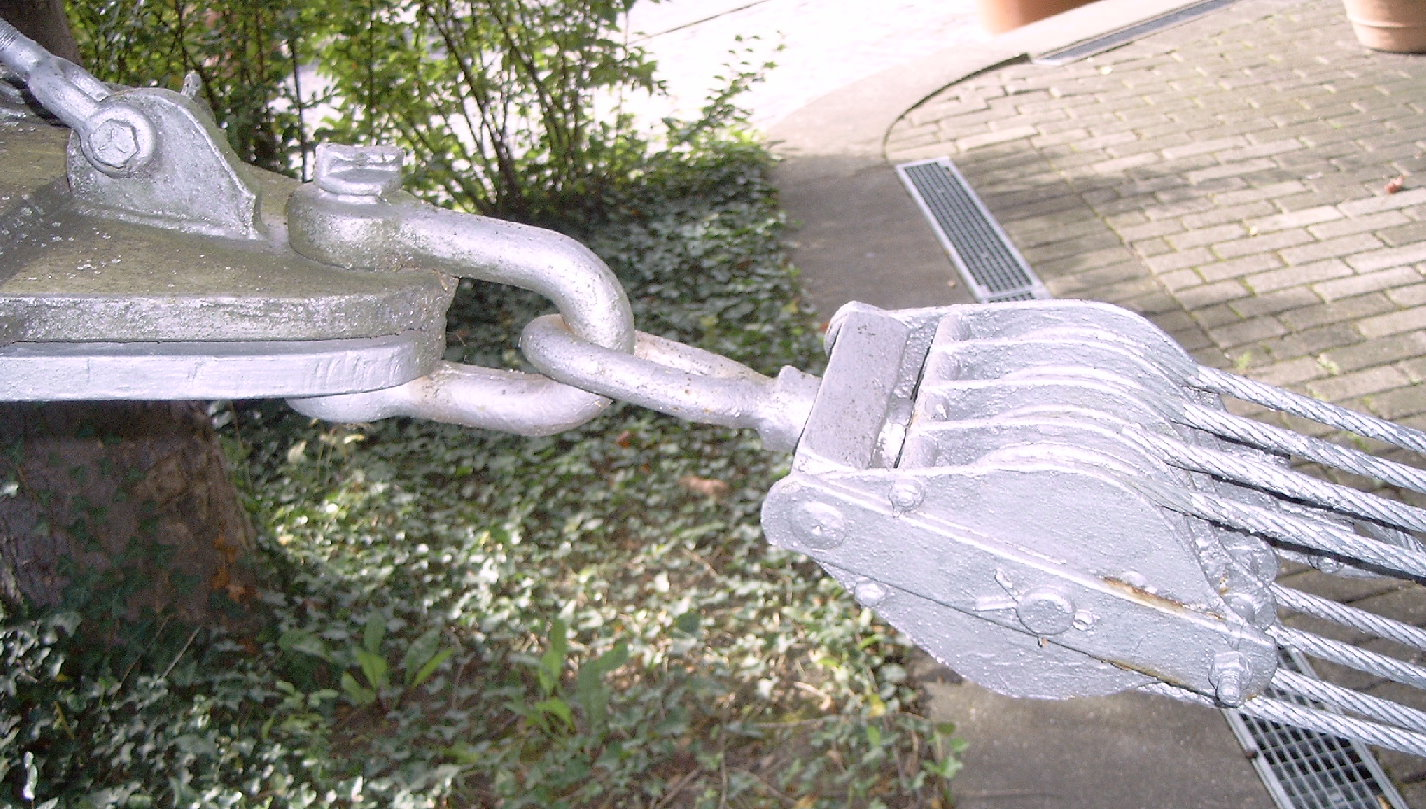
Schäkel und Augenschraube am Block
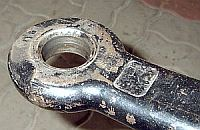
Auge in der Deichsel eines LKW-Anhängers
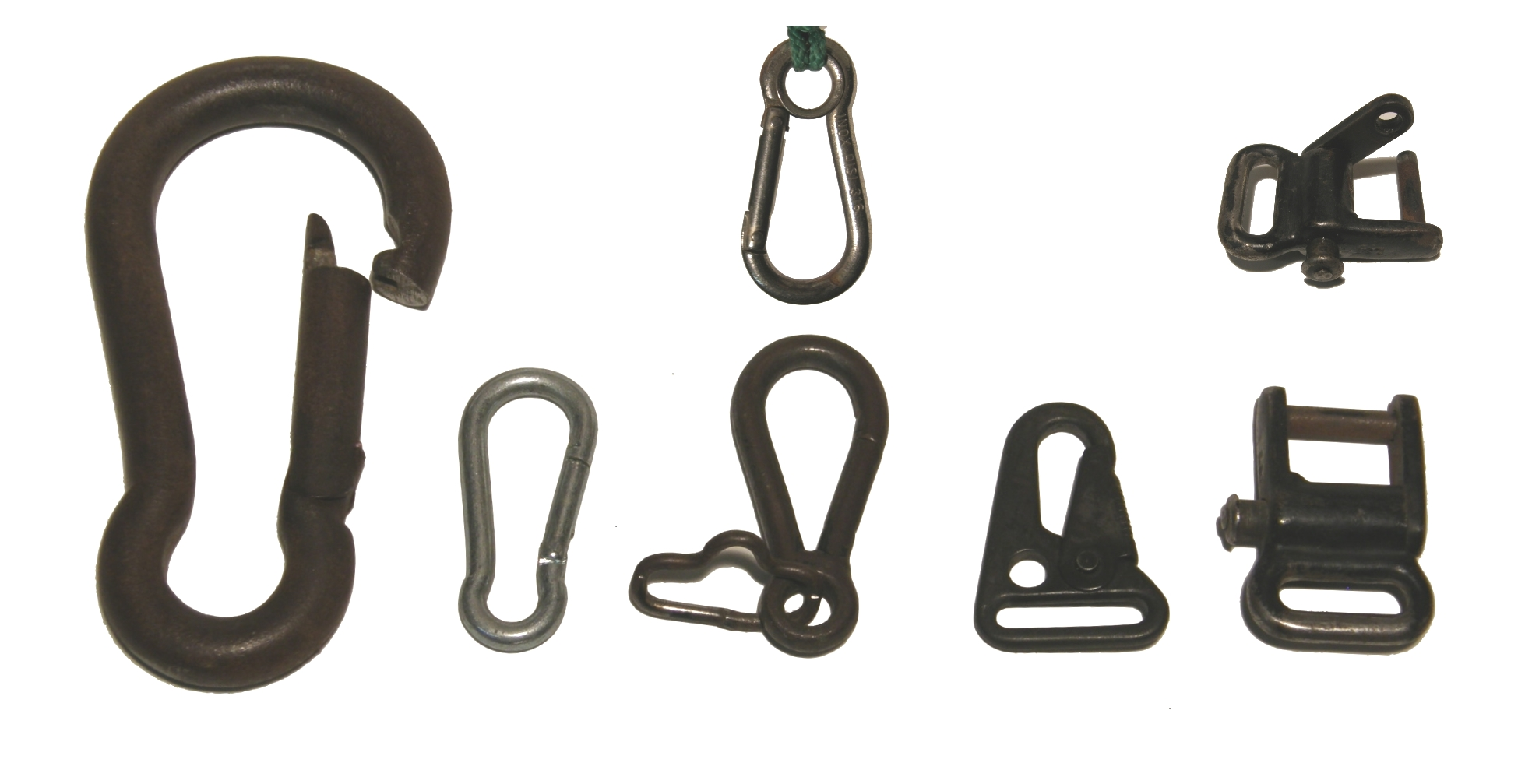
Karabinerhaken mit Auge (Mitte)
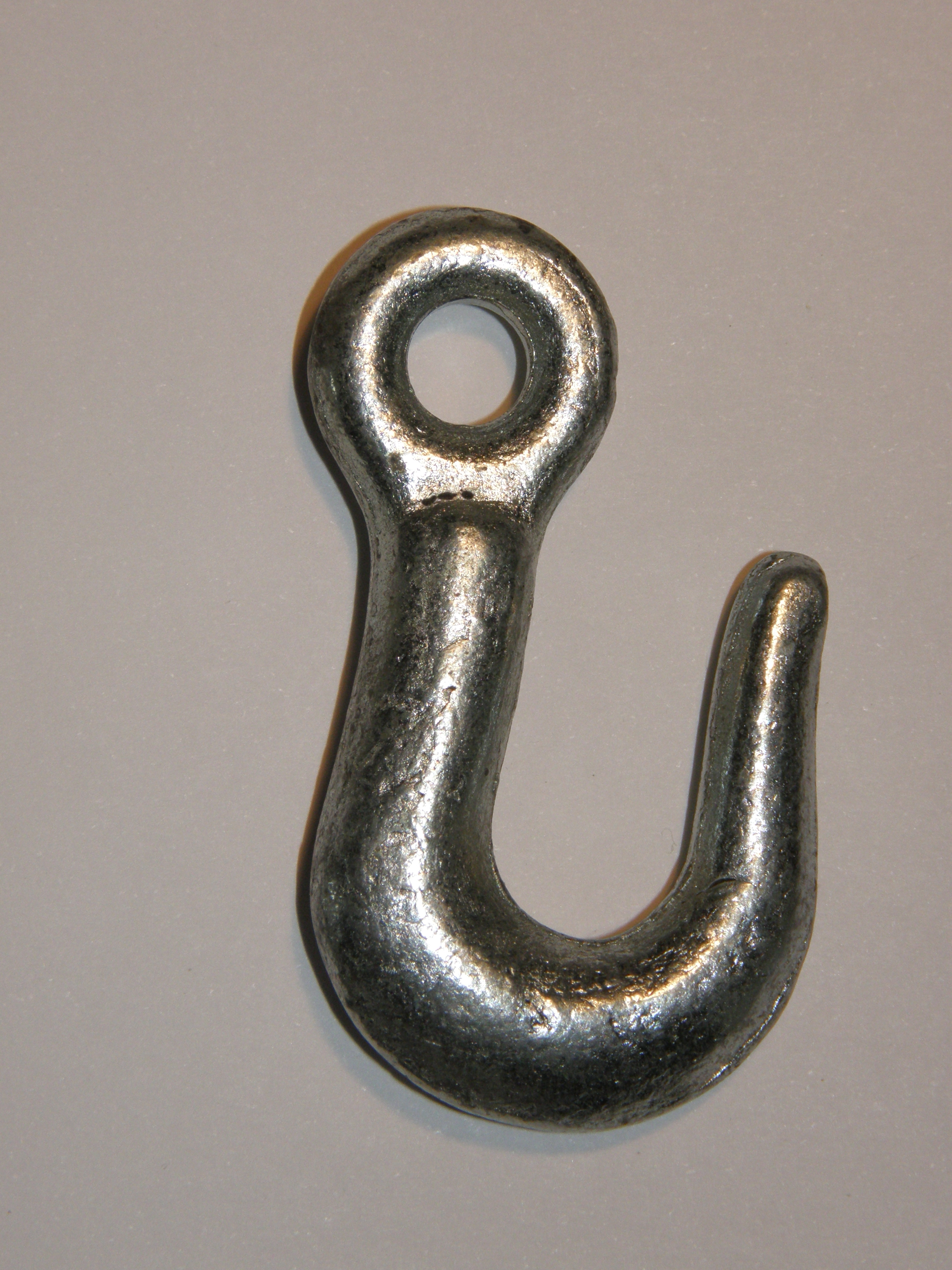
Haken mit Auge